# Rue Dupont-des-Loges (Paris)
Pour les articles homonymes, voir rue Dupont-des-Loges.
La rue Dupont-des-Loges est une voie située dans le quartier du Gros-Caillou du 7e arrondissement de Paris.

## Situation et accès
La rue Dupont-des-Loges est située entre l'avenue Rapp et l'avenue Bosquet.

## Origine du nom
Elle porte le nom de l'évêque de Metz et député protestataire au Reichstag, Paul Dupont des Loges (1804-1886), qui manifesta son patriotisme français après l'annexion de l'Alsace-Lorraine en 1871 par l'Empire allemand.

## Historique
Cette voie ouverte par une société immobilière sur l'emplacement de l'hôpital militaire du Gros-Caillou en 1896 prend sa dénomination actuelle par un arrêté du 10 juin 1897.